# Самбо на Всемирных играх боевых искусств 2023
Соревнования по самбо в рамках Всемирных игр боевых искусств 2023 года в Эр-Рияде прошли с 20 по 21 октября. Было разыграно 12 комплектов медалей.

## Медалисты

### Самбо

#### Мужчины
| Весовые категории | Золото                                           | Серебро                                               | Бронза                             |
| ----------------- | ------------------------------------------------ | ----------------------------------------------------- | ---------------------------------- |
| до 71 кг          | AIN Али Турсунов (Нейтральный атлет от России)   | Дильшодбек Юлдашев (Узбекистан)                       | Гиорги Лурсманашвили (Грузия)      |
| до 71 кг          | AIN Али Турсунов (Нейтральный атлет от России)   | Дильшодбек Юлдашев (Узбекистан)                       | Сагыныш Алипбай (Казахстан)        |
| до 88 кг          | AIN Аслан Курбанов (Нейтральный атлет от России) | AIN Александр Круглик (Нейтральный атлет от Беларуси) | Жамалбек Асылбек уулу (Кыргызстан) |
| до 88 кг          | AIN Аслан Курбанов (Нейтральный атлет от России) | AIN Александр Круглик (Нейтральный атлет от Беларуси) | Еламан Койшибаев (Казахстан)       |
| свыше 88 кг       | Темирлан Колбай (Казахстан)                      | Владимир Гажич (Сербия)                               | Илие-Даниэль Натя (Румыния)        |
| свыше 88 кг       | Темирлан Колбай (Казахстан)                      | Владимир Гажич (Сербия)                               | Виктор Решко (Латвия)              |

#### Женщины
| Весовые категории | Золото                                               | Серебро                                            | Бронза                                          |
| ----------------- | ---------------------------------------------------- | -------------------------------------------------- | ----------------------------------------------- |
| до 50 кг          | AIN Мария Гедес (Нейтральный атлет от Венесуэлы)     | AIN Татьяна Фёдорова (Нейтральный атлет от России) | AIN Сефора Корше (Нейтральный атлет от Франции) |
| до 59 кг          | Ибодатхон Агоджонова (Узбекистан)                    | Кристина Бондарь (Румыния)                         | Ива Иванова (Болгария)                          |
| до 59 кг          | Ибодатхон Агоджонова (Узбекистан)                    | Кристина Бондарь (Румыния)                         | Номинтуя Енхбаатар (Монголия)                   |
| до 72 кг          | AIN Анжела Жилинская (Нейтральный атлет от Беларуси) | Бегоим Хаитова (Узбекистан)                        | Ольга Малейко (Румыния)                         |
| до 72 кг          | AIN Анжела Жилинская (Нейтральный атлет от Беларуси) | Бегоим Хаитова (Узбекистан)                        | Мерве Топоглу (Турция)                          |

### Боевое самбо

#### Мужчины
| Весовые категории | Золото                                            | Серебро                                            | Бронза                           |
| ----------------- | ------------------------------------------------- | -------------------------------------------------- | -------------------------------- |
| до 64 кг          | AIN Павел Пантелеев (Нейтральный атлет от России) | Мухаммадали Садуллаев (Узбекистан)                 | Юсеф Фаут (Марокко)              |
| до 64 кг          | AIN Павел Пантелеев (Нейтральный атлет от России) | Мухаммадали Садуллаев (Узбекистан)                 | Адилбек Сеиссов (Казахстан)      |
| до 79 кг          | Фуркат Рузиев (Узбекистан)                        | AIN Асланбек Кодзаев (Нейтральный атлет от России) | Пауль Амайя Стампоне (Венесуэла) |
| до 79 кг          | Фуркат Рузиев (Узбекистан)                        | AIN Асланбек Кодзаев (Нейтральный атлет от России) | Бадреддине Диани (Марокко)       |
| до 98 кг          | AIN Роман Дамиев (Нейтральный атлет от Беларуси)  | Аскар Абдулла (Казахстан)                          | Сейду Нджи Мулу (Камерун)        |
| до 98 кг          | AIN Роман Дамиев (Нейтральный атлет от Беларуси)  | Аскар Абдулла (Казахстан)                          | Бекназар Жээмырзаев (Кыргызстан) |

#### Женщины
| Весовые категории | Золото                                         | Серебро                       | Бронза                             |
| ----------------- | ---------------------------------------------- | ----------------------------- | ---------------------------------- |
| до 65 кг          | AIN Яна Полякова (Нейтральный атлет от России) | Цветелина Маринова (Болгария) | Мираида Медетбек кызы (Кыргызстан) |
| до 65 кг          | AIN Яна Полякова (Нейтральный атлет от России) | Цветелина Маринова (Болгария) | Ронг Ли (Китай)                    |

### Спорт слепых

#### Мужчины
| Весовые категории | Золото                          | Серебро               | Бронза                                           |
| ----------------- | ------------------------------- | --------------------- | ------------------------------------------------ |
| до 79 кг          | Элдер Морено Гарсия (Венесуэла) | Олег Немтан (Молдова) | Мишико Шиобришвили (Грузия)                      |
| до 79 кг          | Элдер Морено Гарсия (Венесуэла) | Олег Немтан (Молдова) | AIN Виктор Руденко (Нейтральный атлет от России) |

### Команды
| Весовые категории | Золото | Серебро | Бронза |
| ----------------- | --- | --- | --- |
| Смешанные команды | MIX Европа-1 Яна Полякова Али Турсунов Сефора Корше Павел Пантелеев Аслан Курбанов Яна Погосян Асланбек Кодзаев Анжела Жилинская Карен Аветисян | MIX Азия-Океания-2 Асылжан Орынбасарова Дильшодбек Юлдашев Гульсевар Уракова Мухаммадали Садуллаев Еламан Койшибаев Ибодатхон Агоджонова Батзул Энхчимег Бекназар Жээмырзаев | MIX Европа-2 Цветелина Маринова Денис Барковец Кристина Бланару Евгений Ребиков Георги Бодирлау Кристина Бондарь Фернандо Диас Кабрера Ольга Малейко Роман Дамиев                             |
| Смешанные команды | MIX Европа-1 Яна Полякова Али Турсунов Сефора Корше Павел Пантелеев Аслан Курбанов Яна Погосян Асланбек Кодзаев Анжела Жилинская Карен Аветисян | MIX Азия-Океания-2 Асылжан Орынбасарова Дильшодбек Юлдашев Гульсевар Уракова Мухаммадали Садуллаев Еламан Койшибаев Ибодатхон Агоджонова Батзул Энхчимег Бекназар Жээмырзаев | MIX Панамерика Барбара Руис Тимауре Иван Лопучанский Луизинья Кампос Хойер Лукас Боррегалес Ариас Дмитрий Вильтовский Марта Родригес Агилар Пауль Амайя Стампоне М. Пенья Чеко Давид Аракелян |